# یدالله شادمانی
یدالله شادمانی (زادهٔ ۱ دی ۱۳۳۷) بازیگر اهل ایران است.

## زندگی
شادمانی زاده ۱۳۳۷ در ماهان کرمان است. وی در جوانی به شهداد رفته و آنجا ازدواج میکند که حاصل ازدواج او شش فرزند است.

## حرفه
«شادمانی در این فیلم بسیار با ما همراه بود و بسیار هم اذیت شد. صادقانه می گویم هیچ بازیگری در سینمای ایران حاضر نبود نقشی را که شادمانی ایفا کرد، بازی کند. چون نقش ایاز بسیار سخت و طاقت فرسا بود و من او را بسیار تحسین می کنم چون بسیار با عشق کار کرد و این فیلم برایش بسیار مهم بود.»

— سید هادی محقق در گفتگو با خبرآنلاین
وی بازنشستهٔ آموزش و پرورش است و فعالیت خود را از دبیرستان، در زمینهٔ نویسندگی و کارگردانی تئاتر آغاز نموده‌است. شادمانی در سال ۱۳۸۵ با تئاتر «دو به دل» در کرمان شناخته شد. یدالله شادمانی، پیشتر موفق شده بود جایزه بهترین بازیگر چهاردهمین جشنواره پونای هند برای بازی در فیلم «ممیرو» را کسب کند. همچنین عنوان برجسته‌ترین بازیگر بیست و دومین جشنواره تئاتر جنوب شرق کشور در سال (۱۳۸۹) به خود اختصاص داده‌است.
نقش سخت و متفاوت یدالله شادمانی باعث شد که در جشنواره پونای هند برای اولین بار جایزه بهترین بازیگر که پیش از این وجود نداشته‌است به وی اهدا شود. او در این فیلم نقش بسیار طاقت فرسا با گریمی بسیار سخت را ایفا می‌کند و برای بازی در نقش ایاز رژیم بسیار سختی گرفت.

## فیلم‌شناسی

### سینما
| سال  | نام فیلم                   | کارگردان       | نقش                    |
| ---- | -------------------------- | -------------- | ---------------------- |
| ۱۴۰۳ | آنتیک                      | هادی نائیجی    |                        |
| ۱۴۰۲ | تمساح خونی                 | جواد عزتی      | مسئول پمپ بنزین        |
| ۱۴۰۲ | پرویز خان                  | علی ثقفی       | کلید دار اردوی تیم ملی |
| ۱۳۹۸ | سه کام حبس                 | سامان سالور    | لوله کش                |
| ۱۳۹۸ | گورکن                      | کاظم ملایی     |                        |
| ۱۳۹۸ | سرخ‌پوست                    | نیما جاویدی    |                        |
| ۱۳۹۷ | ما همه با هم هستیم         | کمال تبریزی    |                        |
| ۱۳۹۷ | غلامرضا تختی               | بهرام توکلی    |                        |
| ۱۳۹۶ | تنگه ابوقریب               | بهرام توکلی    | حبیب آقا               |
| ۱۳۹۴ | ممیرو                      | سید هادی محقق  | اَیاز                   |
| ۱۳۹۳ | تنها در چند دقیقه سکوت     | بهاره صادقی‌جم  |                        |
| ۱۳۹۲ | آذر، شهدخت، پرویز و دیگران | بهروز افخمی    | اسکندر                 |
| ۱۳۹۲ | یک ماه دوست داشتنی         | امین شجاعی     |                        |
| ۱۳۹۲ | پنج تا پنج                 | تارا اوتادی    |                        |
| ۱۳۹۲ | شیار ۱۴۳                   | نرگس آبیار     |                        |
| ۱۳۹۲ | سه ماهی                    | حمیدرضا قربانی |                        |
| ۱۳۹۱ | خسته نباشید!               | افشین هاشمی    |                        |

### تلویزیون
| سال  | نام مجموعه‌  | کارگردان                         | پخش از     |
| ---- | ----------- | -------------------------------- | ---------- |
| ۱۴۰۳ | مرهم        | محمدرضا آهنج                     | شبکه ۲     |
| ۱۴۰۳ | ذهن زیبا    | سیدمحمدرضا خردمندان              | شبکه ۱     |
| ۱۴۰۳ | بدل         | علی مشهدی                        | شبکه سه    |
| ۱۴۰۱ | آزادی مشروط | مسعود ده‌نمکی                     | شبکه ۱     |
| ۱۴۰۱ | مستوران     | مسعود آب پرور سید جمال سید حاتمی | شبکه ۱     |
| ۱۴۰۰ | نون خ ۳     | سعید آقاخانی                     | شبکه ۱     |
| ۱۳۹۹ | پدر پسری    | محمدرضا حاجی غلامی               | شبکه تهران |
| ۱۳۹۸ | آچمز        | مهرداد خوشبخت                    | شبکه ۳     |
| ۱۳۹۷ | بچه مهندس   | علی غفاری                        | شبکه ۲     |
| ۱۳۹۷ | خاک گرم     | جواد ارشاد                       |            |
| ۱۳۹۶ | خانه مادری  | علی امانی امین امانی             |            |
| ۱۳۹۴ | سرزمین کهن  | کمال تبریزی                      | شبکه ۳     |

### نمایش خانگی
| سال  | نام مجموعه                     | کارگردان               |
| ---- | ------------------------------ | ---------------------- |
| ۱۴۰۳ | اجل معلق                       | عادل تبریزی            |
| ۱۴۰۳ | بلیط یک طرفه                   | پوریا حیدری اوره       |
| ۱۴۰۲ | داوینچیز                       | افشین هاشمی            |
| ۱۴۰۱ | آفتاب پرست                     | برزو نیک‌نژاد           |
| ۱۴۰۱ | راز بقا                        | سعید آقاخانی           |
| ۱۴۰۱ | آخرین نفری که میخنده (سری دوم) | سید ابوالفضل سنگ سفیدی |
| ۱۴۰۰ | حرفه ای                        | مصطفی تقی زاده         |
| ۱۳۹۹ | سیاوش                          | سروش محمدزاده          |
| ۱۳۹۹ | قورباغه                        | هومن سیدی              |
| ۱۳۹۸ | سال‌های دور از خانه             | مجید صالحی             |

## افتخارات
- جایزه بهترین بازیگر چهاردهمین جشنواره پونای هند برای بازی در فیلم ممیرو[۱]
- برجسته ترین بازیگر بیست و دومین جشنواره تئاتر جنوب شرق کشور (۱۳۸۹)[۱]